# Saint-Benoist-sur-Mer
 Saint-Benoist-sur-Mer  es una población y comuna francesa, en la región de Países del Loira, departamento de Vendée, en el distrito de Les Sables-d'Olonne y cantón de Moutiers-les-Mauxfaits.

## Demografía
| 610 | 229 | 444 | 366 | 490 | 538 | 558 | 588 | 594 | 639 | 663 | 652 | 680 | 665 | 683 | 664 | 699 | 658 | 637 | 612 | 606 | 571 | 525 | 485 | 481 | 458 | 435 | 399 | 350 | 303 | 314 | 283 | 319 |
| Para los censos de 1962 a 1999 la población legal corresponde a la población sin duplicidades (Fuente: INSEE [Consultar]) |     |     |     |     |     |     |     |     |     |     |     |     |     |     |     |     |     |     |     |     |     |     |     |     |     |     |     |     |     |     |     |     |